# Ekwador na Letnich Igrzyskach Olimpijskich 1992
Ekwador na Letnich Igrzyskach Olimpijskich 1992 reprezentowało 13 zawodników: sześciu mężczyzn i siedem kobiet. Był to 8 start reprezentacji Ekwadoru na letnich igrzyskach olimpijskich. 

## Skład kadry

### Judo
Kobiety
- María Cangá - waga do 72 kg - 16. miejsce,

### Kolarstwo
Mężczyźni
- Juan Carlos Rosero - kolarstwo szosowe - wyścig ze startu wspólnego - 43. miejsce,
- Nelson Mario Pons - kolarstwo torowe - wyścig na 1 km ze startu zatrzymanego - 17. miejsce,

### Lekkoatletyka
Kobiety
- Janeth Caizalitín - bieg na 3000 m - odpadła w eliminacjach,
- Martha Tenorio - bieg na 10 000 m - odpadła w eliminacjach,
- Liliana Chalá - bieg na 400 m przez płotki - odpadła w eliminacjach,
- Miriam Ramón - chód na 10 km - 36. miejsce,

Mężczyźni
- Edy Punina - bieg na 10 000 m - odpadł w eliminacjach,
- Rolando Vera - maraton - 43. miejsce,
- Jefferson Pérez - chód na 20 km - nie ukończył konkurencji (dyskwalifikacja),

### Pływanie
Kobiety
- Priscilla Madera

100 m stylem klasycznym - 40. miejsce,
200 m stylem klasycznym - 35. miejsce,

### Strzelectwo
Mężczyźni
- Hugo Romero

karabin pneumatyczny 10 m - 42. miejsce,
karabin małokalibrowy leżąc 50 m - 49. miejsce,

### Tenis stołowy
Kobiety
- María Cabrera - gra pojedyncza - 49. miejsce,